# 轉形斷層

活动轉形斷層（紅線）

，又稱為轉換斷層或錯動型板塊邊界，是一系列沿著張裂型板塊邊界平行排列、把中洋脊走向切割為不同塊段的一種大規模水平位移斷層。轉型斷層形成的斷裂帶通常長達數千公里，寬約100到200公里，在海底表現為線形陡崖，兩側地形高度差可達兩千公尺以上或更多。轉型斷層造成的板塊水平位移量，如果以磁力探勘的結果和兩側的中洋脊軸比較，多者可以達到數百公里。
轉形斷層命名的原因是來自於其可以「轉換」兩個板塊間運動方式的特質，也就是說，因為處於兩個張裂形板塊之間，所以無法固定為右移斷層或左移斷層的部分即為轉形斷層。板塊間的相對運動，遇到轉形斷層之後，就有機會轉變成另一種型式的相對運動。例如，一個轉形斷層可以使原本遠離兩段中洋脊的板塊張裂，轉換為拉近兩段中洋脊的對向運動。

## 歷史

中洋脊兩側的磁帶，以不同深度褐色的條帶表示同一個年代生成的岩石

地球上的磁場的強度會隨著時間變化，產生的區域性變化稱為地磁異常，地磁異常會紀錄該地區岩石在形成時的地磁方向。1950年代開始，包括加州大學洛杉磯分校的海洋學教授維克多·瓦基耶在内的一些科學家開始利用二戰時期遺留下來的磁强计，對這些地磁異常做定量的觀測。之後，隨著1950年代全球地磁異常分布調查範圍覆蓋的逐漸完備，科學家發現中洋脊兩側會出現條狀、類似斑馬紋路的平行磁帶。這些磁帶後來被認為是海底擴張的結果：中洋脊會往兩側產生新的地殼、新的岩石，這些陸續產生的岩石會分別記錄下產生當時地磁當下的方向。

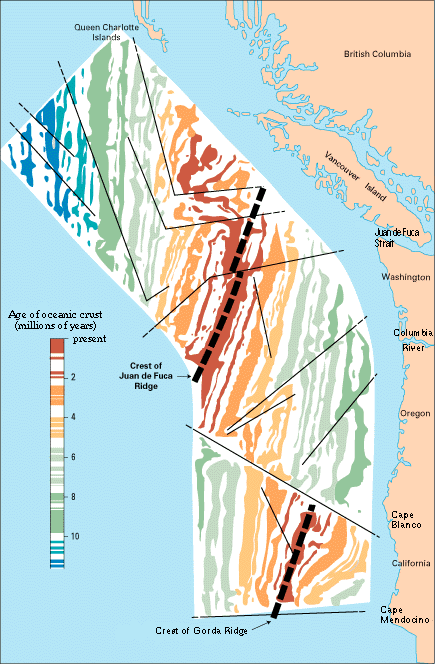

不過，這些磁帶的平行排列部分延續並不長。許多科學家迅速注意到，每隔一段距離，同一條磁帶就會出現斷裂，發生前後兩段磁帶錯位約數百公里的事件；與此同時，中洋脊也發生的類似的位移情況。最初，這種情況被歸咎於「某種規模較大的平移斷層」的作用，認為轉形斷層周遭磁帶的錯位是後期的錯段平移之結果。
1965年，加拿大地質學家威尔逊在著名論文《一種新的斷層分類與其對大陸漂移的影響》（英語：A new class of faults and their bearing on continental drift）中提出說法，認為造成磁帶錯位的是一種命名為「轉形斷層」的新品種斷層，不是平移斷層：磁帶的錯開是因為生成時就母中洋脊受轉形斷層影響的關係，不是後天造成。
威尔逊從李德的斷層彈性回跳理論出發，他發現中洋脊附近斷層的行為並不符合其理論中關於物體錯位和其他地質標記（英語：Geological Marker）位移的典型模式，而此二者都是地質學中「平移」一概念的來源。威尔逊發現，不同於平移斷層，這些新種斷層會在傳統斷層結構中、位移地質標記（英語：Offset Geological Marker）標記的出現處出現相反方向的平移。還有，相對於平移斷層會一次移動同一磐上所有物質的特性，轉形斷層並不會移動二中洋脊，也不會增加二中洋脊之間的距離──這一點獲得了既有地震震源位置觀測結果的支持。
1967年，美國哥倫比亞大學教授賽克斯以中洋脊周遭震源机制解的分析結果驗證了轉形斷層的假說。機制解顯示在大西洋中洋脊的地震中，的確出現了如轉形斷層理論預料的錯動情況，而且此些錯動情況與傳統平移斷層理論所會預測的平移方向相反。

## 轉形斷層與平移斷層
轉形斷層和平移斷層最大的差異在於板塊移動的位置、方式及動力來源。轉形斷層與平移斷層在板塊錯動位置上的差異在於斷層線外側，板塊移動的方向是否和內側一致。平移斷層的錯動是沿著整條斷裂線發生的，兩側的兩段中洋脊之間的距離將隨時間逐漸加大；如果由平移斷層引起地震，則整個岩層破裂面都會發生地震。但是，對於轉形斷層而言，雖然中洋脊兩側海底不斷擴張，斷層兩側中洋脊之間的距離並不會加大。錯動與頻繁的地震活動只會發生於本條目首圖中由於擴張方向相反而產生錯動，以紅色線段標示的轉形斷層段。在紅線以外的地方，因為海底的擴張方向相同，因此僅有裂痕而無錯動，且甚少發生地震，恰好與平移斷層所造成的影響相反。
轉型斷層與平移斷層在板塊移動方式上的差異在於位移的大小是否會和位於斷層線的位置有關係。一般平移斷層的位移，向著兩端是逐漸減弱、慢慢消失的。而轉形斷層向兩端並不存在減弱的現象，而是在兩個端點戛然終止，轉換為另一形式的運動（通常是中洋脊的局部拉張作用）。
在動力來源方面，轉形斷層和平移斷層也有所差異。平移斷層，和逆斷層、正斷層等其他種斷層相仿，位移的動力來自於岩石的應力。然而轉形斷層不同，轉形斷層的動力來自於板塊之間的張裂運動。因此，影響轉形斷層移動速率的因子主要來自於該地區張裂的激烈性。
除此之外，中洋脊的分段長度與與轉形斷層的張裂速度之間會有一定比例大小關係，佐證轉型斷層的特徵應與中洋脊的張裂性質有關。

## 轉形斷層的外觀
轉形斷層的完整構造切穿整個岩石圈，所形成的地形景觀甚為巨大。沿洋底轉形斷層所發育的槽谷及崖壁，有的高度差可達2000公尺以上。如果以傳統對海洋地殼的分層來看，轉形斷層的破裂面通常可以完整切穿深海沉積物層以及中部的玄武岩質層，在某些出露，甚至可以觀察到下層輝綠岩的標本；可以說，轉形斷層可以提供典型且相當完整的海洋地殼剖面。一個典型轉形斷層的崖壁，如果以拖採進行觀察，由上而下通常可以依序觀察到這幾種岩層的分布：
1. 拉斑玄武岩
2. 輝綠岩
3. 輝長岩
4. 蛇紋石化的橄欖岩
5. 綠片岩和角閃岩相變質岩

轉形斷層通常伴有強烈的動力變質作用。拖採得的標本經常觀察到被角礫岩化、糜稜岩化或片理化的痕跡，有些岩石還會出現微型褶皺。可見，轉形斷層是一種重要的變質帶與構造形變地帶。由於剪切作用與變質作用，轉形斷層有機會使岩石的磁性喪失，故沿著轉形斷層常常可以發現缺失中洋脊磁異常的區域，這些無磁地區通常位於斷層面向兩邊延伸10到30公里左右。除此之外，某些轉形斷層地帶的地殼明顯較薄，厚僅約2到4公里。

## 形成機制
轉形斷層的相關形成機制尚未明瞭，一般認為可能是由洋脊上不穩定處斷開而產生的。不過2010年，苏黎世联邦理工学院的塔拉斯·戈亞教授發表的電腦模擬顯示，轉形斷層可能是洋脊在擴張時於動態不穩定下漸漸彎曲而產生的。

## 案例
- 美國的聖安德烈亞斯斷層：位於陸地上的轉形斷層，經過舊金山、洛杉磯等大都會區。
- 中東的死海斷層：經過土耳其南部、黎巴嫩和以色列，許多西方古籍中均有記載該斷層引發的地震。
- 紐西蘭的阿爾卑斯斷層（英语：Alpine Fault）。
- 巴基斯坦的恰曼斷層（英语：Chaman Fault）。
- 土耳其的北安那托利亞斷層。
- 北美洲的夏洛特皇后斷層（英语：Queen Charlotte Fault）。